# SV Elversberg
Maillots
Actualités
Le Sportvereinigung 07 Elversberg appelé couramment SV Elversberg  est un club de football allemand basé à Spiesen-Elversberg.
Le club joue ses matchs à domicile au Waldstadion Kaiserlinde.

## Histoire
Le club est fondé en 1907 sous le nom de FC Germania Elversberg, puis dissout en 1914 et reformé en 1918 sous le nom de SpVgg Elversberg VfB. Après la seconde Guerre mondiale tous les clubs sportifs de la ville se regroupent sous le nom de SG Elversberg, puis en 1952, la section football se sépare sous l'appellation  SV Elversberg VfB 07. De 1951 à 1960, le club évolue en troisième division allemande.
En 2009, le club gagne la Coupe de la Sarre, ce qui lui permet de jouer la Coupe d'Allemagne la saison suivante. Elversberg sera éliminé au premier tour par le SC Fribourg (0-2). Dans la même saison le club gagne de nouveau la coupe régionale, ce qui lui permet de nouveau d'affronter un club de Bundesliga au premier tour de Coupe d'Allemagne. Cette fois-ci, il élimine le Hanovre 96 après une séance de tirs au but (5-4), le parcours s'arrêtera le tour suivant après une défaite 0-3 contre le 1.FC Nuremberg.
À la fin de la saison 2012-2013 en quatrième division, le club termine à la deuxième place du groupe Sud-Ouest et se qualifie pour les barrages de montée en troisième division. Le club rencontre le représentant de la Bavière, l'équipe réserve du TSV 1860 Munich, le premier match est remporté 3 à 2 à domicile, le match retour se solde par un match nul 1 à 1 dans l'Allianz Arena de Munich. Le SV Elversberg accède pour la première fois en 3.Liga, mais n'y séjournera qu'une saison après avoir terminé à la 18e place.
Lors de la saison 2014-2015, le club participera de nouveau à un barrage de montée en troisième division, mais échouera contre le FSV Zwickau (1-1 et 0-1). Lors de la saison 2016-2017, Elversberg termine la première fois champion du groupe Sud-Ouest de Regionalliga, mais échouera de nouveau dans les barrages de montée, contre le SpVgg Unterhaching.
Lors de la saison 2021-2022 en Regionalliga, le club termine à la première place et est promu directement en troisième division.
Le club termine sa saison 2022-2023 en troisième division à la première place et monte directement en deuxième Bundesliga.
Il termine 11ème de deuxième Bundesliga pour sa première saison, et ne joue quasiment pas le maintien de l'année.
À l'issue de la saison 2024-2025, Elversberg se qualifie pour le barrage d'accession à la première division allemande, en terminant 3ème de son championnat. Il affronte Heidenheim, qui avait terminé 16ème de Bundesliga. Après avoir obtenu le match nul à l'extérieur (2-2), il s'incline finalement à domicile (1-2) avec un but de Léo Scienza à la 90+5 en faveur d'Heidenheim.

## Football féminin
En 2018, la SV Elversberg collabore avec la SV Göttelborn qui possède une équipe féminine depuis 1985. L'équipe évolue des années sous le nom de SV Göttelborn, mais après la promotion en 2. Bundesliga féminine le club joue sous le nom de SV Elversberg.

## Anciens joueurs
- Gary Blissett